# Keep On Running
"Keep On Running" is een nummer van de Jamaicaanse muzikant Jackie Edwards uit 1965. De Britse band The Spencer Davis Group nam datzelfde jaar een cover op voor hun album The Second Album. Op 26 november van dat jaar werd het uitgebracht als de enige single van het album.

## Achtergrond
"Keep On Running" is geschreven door Edwards en geproduceerd door Chris Blackwell. Edwards was destijds werkzaam als liedjesschrijver voor de Britse platenmaatschappij Island Records. Edwards nam het zelf voor het eerst op en bracht het uit op zijn derde studioalbum Come On Home uit 1965. In 1976 verscheen een nieuw opgenomen versie op zijn album Do You Believe in Love.
Op 21 oktober 1965 werd "Keep On Running" opgenomen door The Spencer Davis Group. Destijds was Blackwell de manager van de groep. Island Records was destijds nog geen bekend label. Blackwell leende geld van Scala Brown Associates om de opname van de single te kunnen produceren, maar hij moest een groot deel van zijn label als onderpand verlenen. Vanwege het succes van de single kon hij de lening snel terugbetalen.
Op 26 november verscheen de opname van "Keep On Running" door The Spencer Davis Group als single. In januari 1966 werd het in de Britse UK Singles Chart de eerste nummer 1-hit van de groep. Ook in onder meer Duitsland, Ierland, Nieuw-Zeeland en Noorwegen behaalde het de top 10, en in de Amerikaanse Billboard Hot 100 was het hun eerste hitgenoteerde single met plaats 76 als hoogste notering. In de Nederlandse Top 40 behaalde de single de twintigste plaats, terwijl in een voorloper van de Vlaamse Ultratop 50 de negentiende positie werd bereikt. Opvallend genoeg kwam het in Nederland pas eind 1971 in de Daverende Dertig terecht, waar het tot de zevende positie kwam.
"Keep On Running" werd gebruikt in de films Buster (1988) en Run, Fatboy, Run (2007). Andere covers zijn afkomstig van onder meer Robben Ford, The Romantics en Roger Taylor.

## Hitnoteringen
Alle hitnoteringen zijn behaald door de versie van The Spencer Davis Group.

### Nederlandse Top 40
| Hitnotering: 12-02-1966 t/m 16-04-1966 | Hitnotering: 12-02-1966 t/m 16-04-1966 | Hitnotering: 12-02-1966 t/m 16-04-1966 | Hitnotering: 12-02-1966 t/m 16-04-1966 | Hitnotering: 12-02-1966 t/m 16-04-1966 | Hitnotering: 12-02-1966 t/m 16-04-1966 | Hitnotering: 12-02-1966 t/m 16-04-1966 | Hitnotering: 12-02-1966 t/m 16-04-1966 | Hitnotering: 12-02-1966 t/m 16-04-1966 | Hitnotering: 12-02-1966 t/m 16-04-1966 | Hitnotering: 12-02-1966 t/m 16-04-1966 | Hitnotering: 12-02-1966 t/m 16-04-1966 |
| Week                                   | 1                                      | 2                                      | 3                                      | 4                                      | 5                                      | 6                                      | 7                                      | 8                                      | 9                                      | 10                                     |                                        |
| -------------------------------------- | -------------------------------------- | -------------------------------------- | -------------------------------------- | -------------------------------------- | -------------------------------------- | -------------------------------------- | -------------------------------------- | -------------------------------------- | -------------------------------------- | -------------------------------------- | -------------------------------------- |
| Nummer                                 | 32                                     | 25                                     | 22                                     | 24                                     | 31                                     | 29                                     | 24                                     | 20                                     | 22                                     | 38                                     | uit                                    |

### Daverende Dertig
| Hitnotering: 25-12-1971 t/m 05-02-1972 | Hitnotering: 25-12-1971 t/m 05-02-1972 | Hitnotering: 25-12-1971 t/m 05-02-1972 | Hitnotering: 25-12-1971 t/m 05-02-1972 | Hitnotering: 25-12-1971 t/m 05-02-1972 | Hitnotering: 25-12-1971 t/m 05-02-1972 | Hitnotering: 25-12-1971 t/m 05-02-1972 | Hitnotering: 25-12-1971 t/m 05-02-1972 | Hitnotering: 25-12-1971 t/m 05-02-1972 |
| Week                                   | 1                                      | 2                                      | 3                                      | 4                                      | 5                                      | 6                                      | 7                                      |                                        |
| -------------------------------------- | -------------------------------------- | -------------------------------------- | -------------------------------------- | -------------------------------------- | -------------------------------------- | -------------------------------------- | -------------------------------------- | -------------------------------------- |
| Nummer                                 | 26                                     | 11                                     | 9                                      | 7                                      | 7                                      | 10                                     | 18                                     | uit                                    |

### NPO Radio 2 Top 2000
| Nummer met noteringen in de NPO Radio 2 Top 2000 | '99  | '00  | '01  | '02  | '03  | '04  | '05  | '06  | '07  | '08  |
| ------------------------------------------------ | ---- | ---- | ---- | ---- | ---- | ---- | ---- | ---- | ---- | ---- |
| Keep On Running                                  | 1190 | 1177 | 1545 | 1539 | 1748 | 1509 | 1760 | 1933 | 1993 | 1738 |

1. ↑  Een vetgedrukt getal geeft de hoogste notering aan.
2. ↑  Deze tabel is bijgewerkt tot en met de laatste editie (2024).